# Canton de Molliens-Dreuil
Le canton de Molliens-Dreuil est un ancien canton français situé dans le département de la Somme et la région Picardie.

## Géographie
Ce canton était organisé autour de Molliens-Dreuil dans l'arrondissement d'Amiens. Son altitude variait de 11 m (Bettencourt-Rivière) à 160 m (Saint-Aubin-Montenoy) pour une altitude moyenne de 83 m.

## Représentation

### Conseillers généraux de 1833 à 2015
| Période                                  | Période      | Identité                                    | Étiquette                | Qualité |
| ---------------------------------------- | ------------ | ------------------------------------------- | ------------------------ | --- |
| Les données manquantes sont à compléter. |              |                                             |                          | |
| 1833                                     | 1848         | Charles Armand Despréaux (1790-1873)        |                          | Propriétaire, avocat à la Cour royale d'Amiens |
| 1848                                     | 1852         | Nicolas Copin (1797-1871)                   |                          | Notaire à Vignacourt, maire d'Airaines |
| 1852                                     | 1870         | Comte Camille Léon de Chassepot de Beaumont | Droite                   | Propriétaire, ancien Maire d'Amiens |
| 1871                                     | 1877         | Arsène Gambier                              | Républicain              | Maire de Bougainville |
| 1877                                     | 1883         | Comte Camille Léon de Chassepot de Beaumont | Droite                   | Militaire puis agriculteur Maire d'Amiens (1860-1861) |
| 1883                                     | 1894 (décès) | Arsène Gambier                              | Républicain              | Maire de Bougainville, conseiller d'arrondissement |
| 1894                                     | 1898 (décès) | Jules Charles André                         | Républicain              | Maire d'Airaines (1891 → 1898), conseiller d'arrondissement                                                                                                   |
| 1898                                     | 1919         | Edmond Séclet                               | Républicain              | Propriétaire à Molliens-Dreuil |
| 1919                                     | 1940         | Edmond Cavillon                             | RG                       | Industriel, agriculteur et éleveur Sénateur (1926 → 1936) Maire d'Hallencourt (1913 → 1919) Conseiller municipal d'Airaines (1919 → 1925)                     |
|                                          |              |                                             |                          | |
| 1945                                     | 1955         | Edmond Cavillon                             | DVG                      | Industriel, agriculteur et éleveur |
| 1955                                     | 1961         | Léon Catuhe                                 | Rad.                     | Industriel dans le textile Maire d'Airaines (1919 → 1959) |
| 1961                                     | 1985         | Gabrielle Scellier                          | DVD puis CD puis UDF-CDS | Pharmacienne Sénatrice (1973 → 1977) Maire d'Airaines (1959 → 1971) Conseillère régionale                                                                     |
| 1985                                     | 1985 (décès) | Jacques Dufetelle                           | UDF-CDS                  | Agriculteur Maire de Bettencourt-Rivière (1965 → 1985) |
| 1986                                     | 2004         | Jean Dhalluin                               | RPR puis UMP             | Agriculteur Adjoint au Maire d'Airaines |
| 2004                                     | 2015         | Jean-Jacques Stoter                         | PRG                      | Inspecteur de l'Éducation Nationale Maire de Briquemesnil-Floxicourt (2001 → ) Vice-Président du Conseil Général Elu en 2015 dans le Canton d'Ailly-sur-Somme |

### Conseillers d'arrondissement (de 1833 à 1940)
| Période                                  | Période          | Identité                   | Étiquette   | Qualité |
| ---------------------------------------- | ---------------- | -------------------------- | ----------- | --- |
| 1833                                     | 1848             | Auguste Trencard           |             | Maire de Molliens-Vidame                                                                                    |
|                                          |                  |                            |             | |
|                                          | 1883             | Arsène Gambier             | Républicain | Maire de Bougainville                                                                                       |
|                                          |                  |                            |             | |
|                                          | 1894 (démission) | Jules Charles André        | Républicain | Maire d'Airaines                                                                                            |
|                                          |                  |                            |             | |
| 1901                                     | 1919             | Gérard Reversez            | Radical     | Notaire, maire d'Airaines                                                                                   |
| 1919                                     | 1930 (décès)     | Léonce Démarest            | RG          | Propriétaire cultivateur, adjoint au maire, puis maire (1919-1930) de Saint-Aubin-Montenoy                  |
| 1931                                     | 1940             | Léandre Dupuis (1868-1943) | RG          | Pharmacien, maire de Molliens-Vidame (1921-1940)                                                            |
| 1940                                     |                  |                            |             | Les conseils d'arrondissement ont été suspendus par la loi du 12 octobre 1940 et n'ont jamais été réactivés |
| Les données manquantes sont à compléter. |                  |                            |             | |

## Composition
Le canton de Molliens-Dreuil regroupait 27 communes et comptait 9 595 habitants (recensement de 1999 sans doubles comptes).
| Communes                | Population (2012) | Code postal | Code Insee |
| ----------------------- | ----------------- | ----------- | ---------- |
| Airaines                | 2 099             | 80270       | 80013      |
| Avelesges               | 58                | 80270       | 80046      |
| Bettencourt-Rivière     | 212               | 80270       | 80099      |
| Bougainville            | 409               | 80540       | 80119      |
| Bovelles                | 340               | 80540       | 80130      |
| Briquemesnil-Floxicourt | 153               | 80540       | 80142      |
| Camps-en-Amiénois       | 165               | 80540       | 80165      |
| Clairy-Saulchoix        | 390               | 80540       | 80198      |
| Creuse                  | 193               | 80480       | 80225      |
| Fluy                    | 332               | 80540       | 80319      |
| Fresnoy-au-Val          | 225               | 80290       | 80357      |
| Guignemicourt           | 245               | 80540       | 80399      |
| Laleu                   | 99                | 80270       | 80459      |
| Métigny                 | 88                | 80270       | 80543      |
| Molliens-Dreuil         | 830               | 80540       | 80554      |
| Montagne-Fayel          | 160               | 80540       | 80559      |
| Oissy                   | 213               | 80540       | 80607      |
| Pissy                   | 298               | 80540       | 80626      |
| Quesnoy-sur-Airaines    | 444               | 80270       | 80655      |
| Quevauvillers           | 1 054             | 80710       | 80656      |
| Revelles                | 506               | 80540       | 80670      |
| Riencourt               | 196               | 80310       | 80673      |
| Saint-Aubin-Montenoy    | 209               | 80540       | 80698      |
| Saisseval               | 230               | 80540       | 80723      |
| Seux                    | 158               | 80540       | 80735      |
| Tailly                  | 64                | 80270       | 80744      |
| Warlus                  | 225               | 80270       | 80821      |

## Démographie
| 1962  | 1968  | 1975  | 1982  | 1990  | 1999  | 2008  | 2009 |
| ----- | ----- | ----- | ----- | ----- | ----- | ----- | ---- |
| 7 485 | 8 103 | 8 270 | 9 200 | 9 715 | 9 595 | 9 909 | -    |